# Barville (Orne)
Barville é uma comuna francesa na região administrativa da Normandia, no departamento de Orne. Estende-se por uma área de 7,53 km². Em 2010 a comuna tinha 195 habitantes (densidade: 25,9 hab./km²).